# Wardang Island
Wardang Island är en ö i Australien. Den ligger i delstaten South Australia, omkring 120 kilometer nordväst om delstatshuvudstaden Adelaide. Arean är 19,2 kvadratkilometer. Den sträcker sig 8,0 kilometer i nord-sydlig riktning, och 4,0 kilometer i öst-västlig riktning.
Genomsnittlig årsnederbörd är 570 millimeter. Den regnigaste månaden är juni, med i genomsnitt 112 mm nederbörd, och den torraste är januari, med 12 mm nederbörd.